# Joey Beltram
Joey Beltram (Queens, NYC; 6 de noviembre de 1971) es un pinchadiscos, productor y remezclador de música electrónica especializado en los géneros house y techno.
También ha cultivado el estilo Hardcore UK de origen británico, subgénero musical que no debe ser confundido con su homónimo holandés hardcore (o gabber, vocablo neerlandés que bautiza a este subgénero musical) de sonidos más agresivos y vertiginosos.

## Carrera
De ascendencia mexicana, es ampliamente conocido como un productor innovador y vanguardista en el temprano desarrollo de la música de baile underground.
Con sólo trece años de edad comenzó a pinchar discos de música Electro y Hip-Hop como entretenimiento en 1983. Realizó el cambio a la música House en 1985, cuando la primera ola del Chicago house golpeó a la ciudad de Nueva York.
En 1989 comenzó a realizar algunas de sus más tempranas producciones en diversos sellos discográficos de pequeña importancia de Nueva York.
Un año más tarde, el sello belga R&S Records se fijaría en él y a comienzo de 1990 acabaría sacando a la venta uno de sus más importantes sencillos titulado Energy Flash, un tema de estilo Techno con samples serios,oscuros y contundentes,  propios de la escena más underground. Tras este importante trabajo para su carrera como productor continuaría durante el resto de la década de los 90 produciendo discos de una impresionante calidad en los sellos más punteros del momento. El título Mentasm el está inspirado en el título Acid Rock de Rhythm Device publicado en 1989 y el título Do That Dance de The Project publicado en 1990. El  "mentasm riff" también está fuertemente asociado con los sonidos de drum & bass, la escena bélgica techno (con los títulos Le Seigneur des ténèbres de Pleasure Game lanzado en 1991, Destiny de Insider lanzado en 1991) y el sello R&S Records, así como el hardcore techno en sus diferentes variaciones desde 1992 (con los títulos Fuckin Revenge ! de Friends Of Django lanzado en 1992 y Cosmic Trash de Vitamin lanzado en 1993).
En 1999 fundó el sello discográfico STX Records con el que actualmente trabaja bajo los nombres artísticos de Joey Beltram y de uno de sus numerosos pseudónimos, JB³.
Algunos de los pseudónimos con los que ha trabajado son: Code 6, Direct, Disorder, Evil A.D., JB³, Nerve Control, Odyssey Nine, Open Mind, Sintox, T*Z*O, Technical Onslaught, Vice Tribes y X-Buzz.
Además ha trabajado en los siguientes grupos musicales: 2 On Wax, 78th Street Project, Final Exposure, Hard Attack, Lost Entity, Mental Mayhem, Program 2 Beltram, R.S.H., Second Phase y XP.

## Discografía seleccionada
- Energy Flash (1990)
- My Sound (1991)
- Mentasm (1991)
- Joey's Riot (1991).
- Mixmag Live!, Vol. 6, 1992
- Aonox, 1994
- Places, 1995
- Game Form, 1995
- Close Grind, 1996
- "Beltram Classics", 1996
- Live Mix, 25 Mars 1997
- The Sound of 2 AM , 1999
- JB³ – Slice, (2001)
- Form and Control, 2002
- The Rising Sun, 2005
- "Live @ Womb", 2005
- Joey Beltram, Trax Classics, 8 Mars 2005
- Dragon, (2009)
- The Scorpion, (2009)